# グレーテスト・ヒット第3集 (アルバム)
『グレーテスト・ヒット第3集』（Bob Dylan's Greatest Hits Volume 3）は、1994年にリリースされたボブ・ディランのコンピレーション・アルバム。グレーテスト・ヒット・シリーズの前作『グレーテスト・ヒット第2集』（1971年）以降の1973年から1991年までの楽曲の中から選曲されている。
ビルボード200チャートで最高126位を記録した。RIAAよりゴールド・ディスクに認定されている。

## 解説
LP盤は二枚組仕様。CD Interactive盤も存在する。アルバムジャケットは『グレーテスト・ヒット』シリーズに倣い青色を基調としたデザインが予定されていたがディランの指定した写真に変更された。特にクレジットはないが「チェンジング・オブ・ザ・ガード」がクリアな音質でリマスターされ冒頭部フェイドインがやや長めで埋もれていた音がはっきり聞こえる。また「夢のつづき」も『ブートレッグ・シリーズ』（1991年）とは別ミックス。「ディグニティ」は、アルバム『オー・マーシー』（1989年）のセッション時に録音されたものにオーバーダブを施したもので、これが初出である。
2003年には『ボブ・ディランのグレーテスト・ヒット』（1967年）、『グレーテスト・ヒット第2集』、『グレーテスト・ヒット第3集』のグレーテスト・ヒット・シリーズをまとめた4枚組CD『Greatest Hits Volumes I-III』がリリースされた。

## 収録曲
特記なき楽曲はボブ・ディラン作詞・作曲
1. ブルーにこんがらがって - Tangled Up in Blue – 5:42
2. チェンジング・オブ・ザ・ガード - Changing of the Guards – 6:36
3. ザ・グルームズ・スティル・ウェイティング・アット・ジ・オルター - The Groom's Still Waiting at the Altar – 4:03
4. ハリケーン - Hurricane – 8:34
  - 作詞・作曲: ディラン、Jacques Levy
5. いつまでも若く - Forever Young – 4:58
6. ジョーカーマン - Jokerman – 6:16
7. ディグニティ - Dignity – 5:58
8. シルヴィオ - Silvio – 3:07
  - 作詞・作曲: ディラン、 Robert Hunter
9. 鐘を鳴らせ - Ring Them Bells – 3:02
10. ガッタ・サーヴ・サムバディ - Gotta Serve Somebody – 5:25
11. 夢のつづき - Series of Dreams – 5:53
12. ブラウンズヴィル・ガール - Brownsville Girl – 11:04
  - 作詞・作曲: ディラン、サム・シェパード
13. アンダー・ザ・レッド・スカイ - Under the Red Sky – 4:09
14. 天国への扉 - Knockin' on Heaven's Door – 2:30

## リリース
日本
| 日付          | レーベル | 規格 | カタログ番号 | 付記 |
| ------------- | -------- | ---- | ------------ | ---- |
| 1994年12月1日 | ソニー   | CD   | SRCS-7531    |      |